# Edmond-Édouard Boissonnas
Pour les articles homonymes, voir Boissonnas.
Edmond-Édouard Boissonnas (29 avril 1891, Genève - 26 janvier 1924, Genève) est un photographe genevois.

## Biographie
Il est le fils aîné du photographe genevois Frédéric Boissonnas et d'Augusta Magnin (1864-1940).
Formé par son père, il lui succède à la tête de l'atelier familial de photographie (quai de la Poste à Genève) et des éditions familiales en 1919. Il ouvre en 1920 une succursale au Palais Wilson à Genève, siège de la Société des Nations, dont il aura les délégués comme clientèle et fera des portraits. Il réalise également des portraits de femmes, des photographies de mode et des clichés sur la rythmique Jaques-Dalcroze telle que pratiquée dans l'institut genevois vers 1920 ou encore des images pour des sociétés genevoises, comme le Zofinge.

Il entreprend des voyages avec son père en Grèce, en Tunisie et en Allemagne, ou à titre personnel en Asie mineure. Son père, Fred Boissonnas, publie 14 albums photographiques dédiés à Grèce dans une collection intitulée L'image de la Grèce, qui fait la promotion de l'identité grecque en Europe ainsi des attraits touristiques du pays. Edmond Edouard Boissonnas réalise les images de deux des albums, intitulés Smyrne et Athènes moderne. 

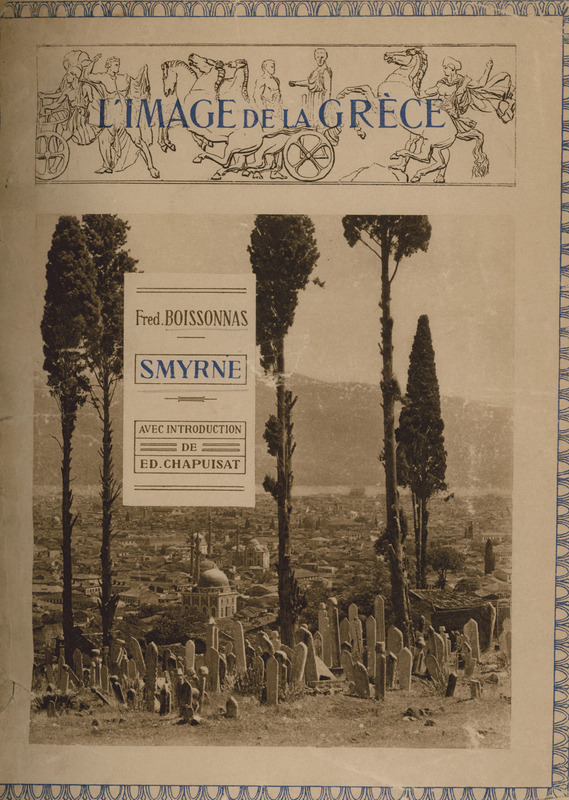
Edmond Boissonnas (ill.) Smyrne (L'Image de la Grèce) 1919.

Il meurt brutalement d'une crise cardiaque en 1924 dans son bureau.

## Galerie

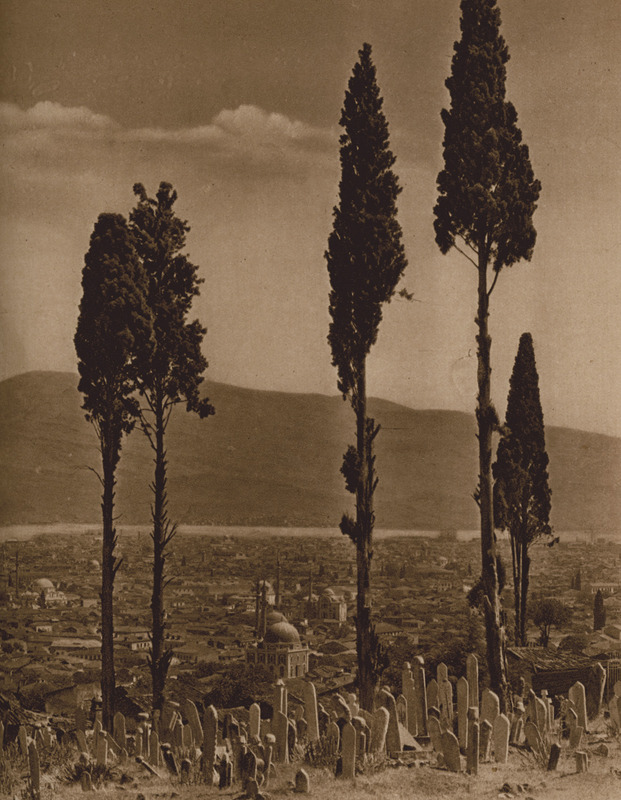
"Cimetière Turc", illustration de l'ouvrage Smyrne.
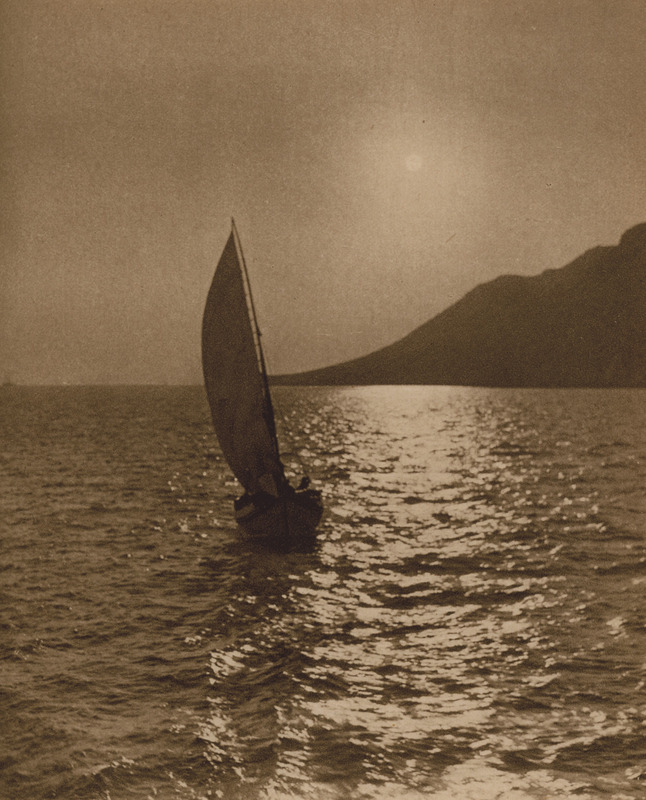
"Au sortir du golfe", illustration de l'ouvrage Smyrne.
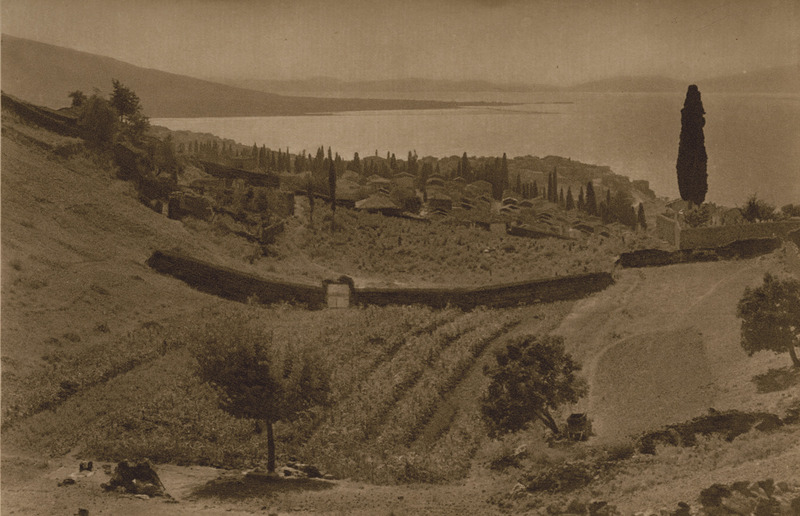
"Le golfe de Smyrne", illustration de l'ouvrage Smyrne.
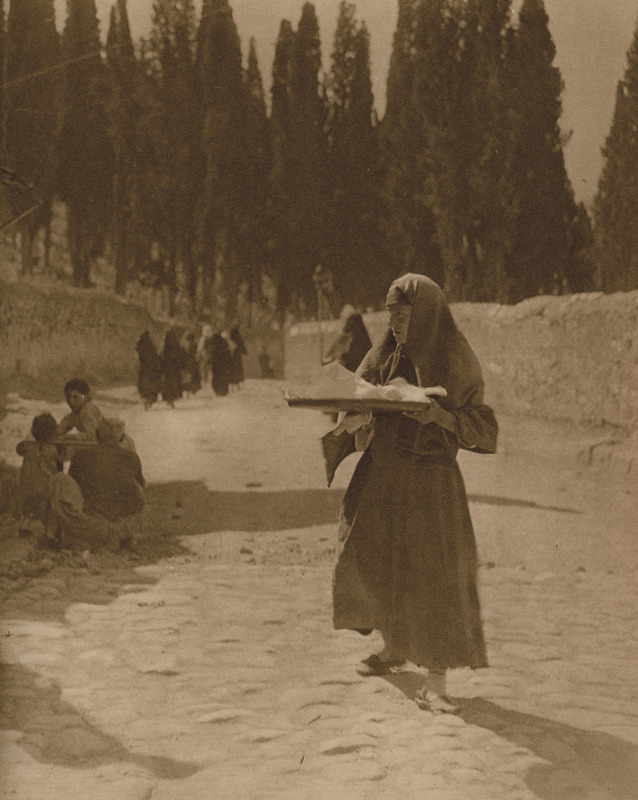
"Près du pont des caravanes une marchande de loukoum", illustration de l'ouvrage Smyrne.
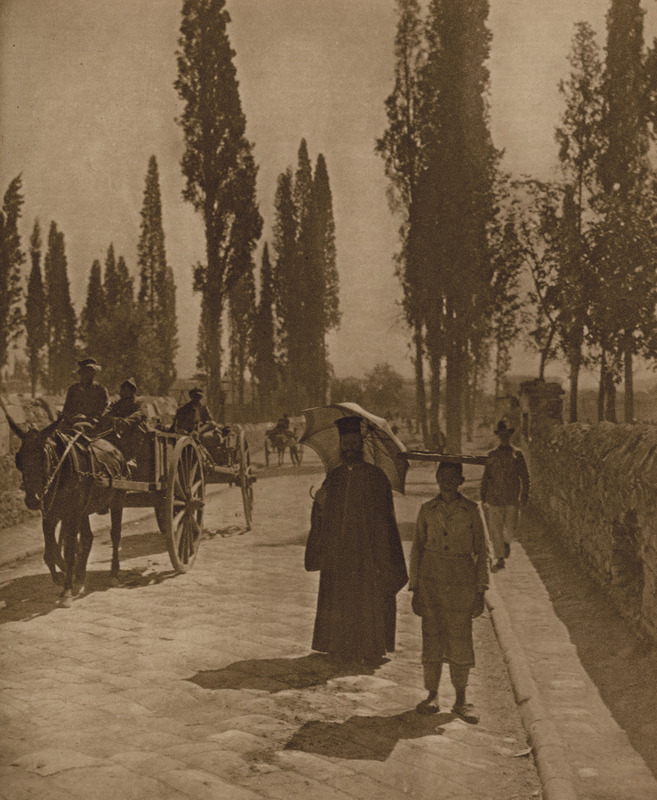
"Sur le pont des caravanes un prêtre grec", illustration de l'ouvrage Smyrne.
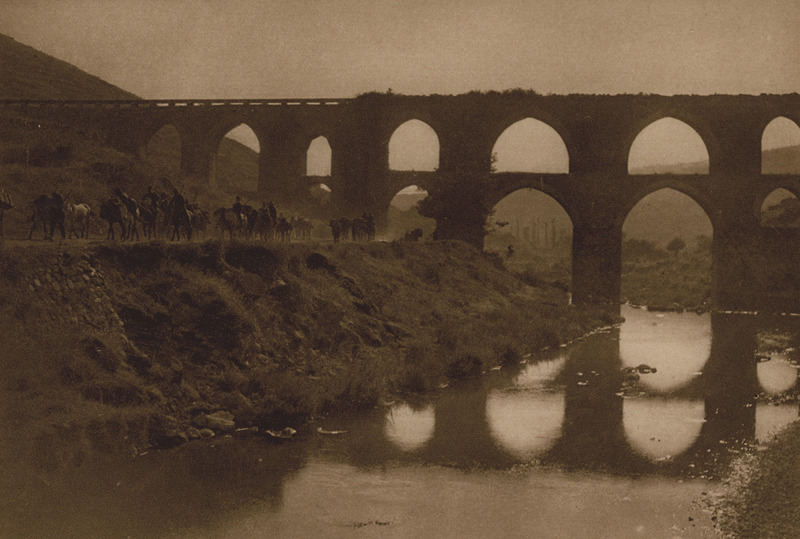
"Le petit aqueduc, au prophète Élie", illustration de l'ouvrage Smyrne.